# 666
666 (DCLXVI) var ett normalår som började en torsdag i den julianska kalendern.

## Händelser

### Okänt datum
- Wighard blir ärkebiskop av Canterbury.

## Födda
- Zhang Jiazhen, kinesisk kansler.

## Avlidna
- 11 september – Dou Dexuan, kinesisk kansler.
- Eochaid Iarlaithe, kung av Cruthin.
- Li Yifu, kinesisk kansler.
- Liu Xiangdao, kinesisk kansler.